# Jamil Nasser
Jamil Sulieman Nasser  (geboren als George Leon Joyner, * 21. Juni 1932 in Memphis, Tennessee; † 13. Februar 2010 in Englewood, New Jersey) war ein US-amerikanischer Jazz-Bassist des Modern Jazz.

## Leben und Wirken
George Joyner, der seinen Namen nach seinem Übertritt zum Islam in Jamil Nasser änderte, spielte sechzehnjährig Kontrabass und arbeitete zunächst in lokalen Orchestern. Während seines Studiums am Arkansas State College leitete er die Schulband, 1953–55 spielte er in einer Army-Band Tuba. Bei seinem Engagement bei B. B. King 1955–56 benutzte er einen elektrischen Bass. Er kam anschließend nach New York City, spielte mit Phineas Newborn, arbeitete u. a. bei Teddy Charles, Sonny Rollins, Sonny Stitt und Booker Little. Ab 1959 hatte Nasser Engagements in Europa und Nordafrika mit Idrees Sulieman/Oscar Dennard und nahm an der letzten Plattenaufnahme von Lester Young 1959 teil. Außerdem machte er Aufnahmen mit Gene Ammons, Eric Dolphy, Lou Donaldson, Red Garland und John Coltrane. Von 1964 bis 1972 arbeitete er im Trio von Ahmad Jamal, mit dem er später auch Platten einspielte. Danach war er vorwiegend freiberuflich tätig, u. a. mit Al Haig, Jimmy Raney, Harold Mabern oder mit eigenen Bands. 1998 nahm er mit dem Saxophonisten George Coleman eine Platte mit Jazzstandards des Komponisten Richard Rodgers auf.
Sein Sohn ist der Altsaxophonist Zaid Nasser.

## Diskographische Hinweise
- Randy Weston: Little Niles (Blue Note, 1958)
- Eric Dolphy: Berlin Concerts (Enja 1977, mit Benny Bailey, Pepsi Auer, Buster Smith, rec. 1961)
- Ahmad Jamal: The Awakening (Impulse! Records, 1970) und Freeflight (Impulse!, 1971)
- Al Haig: Ornithology (Progressive Records, 1977)
- Al Haig: Al Haig Plays the Music of Jerome Kern (1978)
- George Coleman: I Could Write a Book: The Music of Richard Rodgers (Telarc, 1998)